# 川場温泉
川場温泉（かわばおんせん）は、群馬県利根郡川場村 （旧国上野国）にある温泉。一部のサイトでは、塩河原温泉を含めて、川場温泉と紹介することが多い。

## 泉質
- アルカリ性単純温泉
- 泉温　39℃

## 温泉地
武尊山がある山岳地帯と薄根川に囲まれた平坦地に数軒の宿泊施設が点在する。一部の宿泊施設では日帰り入浴も実施している。

## 歴史
開湯は1200年前。弘法大師がある旅の道中に水を求め、当地にある老婆の家に訪れた。水を提供してくれた老婆に御礼として、杖で地面を叩いた。
すると、湯煙が上がり、温泉が湧出したのが始まりである。

## アクセス
鉄道
- JR上越線沼田駅より車で30分。

自動車
- 関越自動車道沼田ICより車で20分。